# مژدنی
مژدنی (به بلغاری: Mejdeni) یک منطقهٔ مسکونی در بلغارستان است که در شهرستان گابروو واقع شده‌است.